# Lassana N’Diaye
Lassana N’Diaye (* 3. Oktober 2000 in Bamako) ist ein malischer Fußballspieler.

## Karriere

### Verein
N’Diaye wechselte im Oktober 2018 vom heimischen Guidars FC nach Russland zu ZSKA Moskau. In seinen ersten zwei Spielzeiten in Moskau stand er zwar mehrmals im Spieltagskader, zu einem Einsatz kam er aber nie. Im August 2020 wurde er nach Schweden an den Zweitligisten AFC Eskilstuna verliehen. Insgesamt kam er bis zum Ende der Saison 2020 zu sechs Einsätzen in der Superettan. Nach dem Ende der Leihe kehrte er nicht zu ZSKA zurück, sondern wurde innerhalb Moskaus an den Zweitligisten Weles Moskau weiterverliehen. Für Weles kam er bis zum Ende der Spielzeit 2020/21 zu zwölf Einsätzen in der Perwenstwo FNL, in denen er zwei Tore erzielte.
Im September 2021 folgte die dritte Leihe, diesmal schloss er sich dem Zweitligisten Tekstilschtschik Iwanowo an. Für Tekstilschtschik absolvierte er bis zur Winterpause 13 Zweitligaspiele, in denen er zwei Tore machte. Im Februar 2022 wurde die Leihe vorzeitig beendet und N’Diaye wurde ein viertes Mal verliehen, diesmal nach Bulgarien an Arda Kardschali. Als diese im Sommer 2023 endete, wechselte der Spieler kurze Zeit später fest zum serbischen Erstligisten FK Radnički Niš. Auch dort blieb er nur bis zum Jahresende und schloss sich dem FC Botew Wraza in Bulgarien an. Im Juli 2024 nahm ihn dann der PFK Kəpəz aus der aserbaidschanischen Premyer Liqası unter Vertrag.

### Nationalmannschaft
N’Diaye nahm 2017 mit der malischen U-17-Auswahl am Afrika-Cup teil, welchen er mit Mali gewann. Während des Turniers kam er zu vier Einsätzen und erzielte zwei Tore. Durch den Sieg durften die Malier im selben Jahr auch an der WM teilnehmen, für die N’Diaye ebenfalls nominiert wurde. Der Stürmer erreichte mit den Afrikanern den vierten Rang und kam in allen sieben Partien seines Landes zum Einsatz, dabei erzielte er sechs Tore und war damit nach Rhian Brewster der zweitbeste Torschütze des Turniers.
Mit dem U-20-Team nahm er 2019 auch am Afrika-Cup teil und konnte auch diesen gewinnen, beim U-20-Turnier kam N’Diaye in vier von fünf Spielen zum Einsatz und blieb ohne Treffer. Durch den Turniersieg durfte er im selben Jahr mit seinem Land an der WM teilnehmen. Mit den Maliern erreichte er das Viertelfinale der WM, während des Turniers kam er jedoch nur einmal zum Zug.
In den Jahren 2017 und 2018 stand N’Diaye jeweils für eine Partie im Kader der malischen A-Nationalmannschaft, doch zu einem Einsatz kam es dabei nicht.

## Erfolge
- U-17-Afrikameister: 2017
- U-20-Afrikameister: 2019